# Marco Dreosto
Marco Dreosto (ur. 18 marca 1969 w m. Spilimbergo) – włoski polityk i działacz samorządowy, poseł do Parlamentu Europejskiego IX kadencji, senator.

## Życiorys
W 1989 ukończył szkołę średnią handlową Istituto Tecnico Commerciale e per Geometri „Marco Polo” di Udine. Później do 1991 studiował na Università degli Studi di Udine. W 2009 uzyskał dyplom studiów handlowych na kształcącej na odległość nieakredytowanej uczelni Politecnico di Studi Aziendali. Zawodowo związany z sektorem prywatnym, pracował w różnych przedsiębiorstwach, w tym jako menedżer do spraw handlu i marketingu. Działacz Ligi Północnej, od 2008 wybierany na radnego swojej rodzinnej miejscowości. W latach 2008–2018 wchodził jako asesor w skład zarządu gminy, od 2011 do 2013 zajmował stanowisko wiceburmistrza Spilimbergo.
W wyborach w 2019 uzyskał mandat deputowanego do Parlamentu Europejskiego IX kadencji. W 2022 został natomiast wybrany w skład Senatu XIX kadencji.